# La Princesse et le Guerrier
Pour plus de détails, voir Fiche technique et Distribution.
La Princesse et le Guerrier (Der Krieger und die Kaiserin dans la version originale) est un film allemand de Tom Tykwer, sorti en 2000. La chanteuse australienne Anita Lane a collaboré à la BO.

## Synopsis
Deux personnes se rencontrent par hasard, sous un camion, lors d'un horrible accident : Bodo, la petite frappe aigrie contre le monde, toujours en fuite pour échapper à la justice et à lui-même, et Sissi, une infirmière timide et calme qui travaille dans une clinique psychiatrique. Bodo sauve la vie de Sissi puis disparaît sans laisser de trace. Obsédée par ce visage salvateur, Sissi tente par tous les moyens de le retrouver et de comprendre par quel hasard les fils du destin les ont amenés à se rencontrer.

## Fiche technique
- Réalisateur : Tom Tykwer
- Scénariste : Tom Tykwer
- Genre : Drame
- Images : Frank Griebe
- Durée : 135 min
- Pays d'origine : Allemagne
- Dates de sortie :
  -  Italie : 2 septembre 2000 (Mostra de Venise)
  -  Canada : 12 septembre 2000 (Festival international du film de Toronto)
  -  Allemagne : 12 octobre 2000

## Distribution
- Franka Potente : Simone, alias Sissi
- Benno Fürmann : Bodo
- Joachim Krol : Walter
- Marita Breuer : la mère de Sissi